# Pilumnus laevigatus
Pilumnus laevigatus is een krabbensoort uit de familie van de Pilumnidae. De wetenschappelijke naam van de soort is voor het eerst geldig gepubliceerd in 1911 door Rathbun.